# Раштовецкий сельский совет
Раштовецкий сельский совет (укр. Раштовецька сільська рада) — входит в состав
Гусятинского района
Тернопольской области
Украины.
Административный центр сельского совета находится в 
с. Раштовцы.

## Населённые пункты совета
- с. Раштовцы